# Panaro (département)
Pour les articles homonymes, voir Panaro.
Le Panaro était un ancien département de la République cispadane, de la République cisalpine, de la République italienne, puis du royaume d'Italie de 1797 à 1815. Il a été nommé d'après la rivière Panaro, et avait pour chef-lieu Modène.

## Histoire
Le département fut créé le 5 janvier 1797 lors de la création de la République cispadane, puis fut intégré à la République cisalpine lors de la fusion des deux républiques : il intégra à cette occasion l'ancien département cispadan du Serchio.
Ce département est éphémèrement recréé entre avril et mai 1815 lors de la reconquête des régions méridionales et centrales du royaume d'Italie par Joachim Murat.